# Société nationale des transports ferroviaires
La Société nationale des transports ferroviaires, acronimo SNTF (in italiano "Società nazionale dei trasporti ferroviari"), è un'impresa pubblica algerina creata nel 1976 per la gestione del traffico e delle linee ferroviarie nazionali. Nel 2005 la gestione della rete è stata scorporata affidandola alla nuova società ANSERIF lasciando alla SNTF la gestione del traffico merci e passeggeri.

## Storia
Le prime ferrovie algerine furono affidate alla gestione privata in base a un decreto imperiale dell'8 aprile 1857; la Compagnie des chemins de fer algériens aprì il primo cantiere della linea Algeri-Blida il 12 dicembre 1859. Problemi finanziari spinsero la compagnia a completare solo la linea della capitale, aperta l'8 settembre 1862.
Altre cinque compagnie vennero costituite per intraprendere la costruzione delle restanti linee, previste in 1357 km: la Compagnie Bône-Guelma (BG), la Compagnie de l'Est Algérien (EA), la Compagnie Paris-Lyon-Méditerranée (PLM), la Compagnie de l'Ouest Algérien (OA) e la Compagnie Franco-Algérienne (FA)
L'obiettivo venne raggiunto e superato, con 1365 km di linee toccando quasi tutte le principali città.
Il 18 luglio 1879 una nuova campagna di investimenti statali definì "di interesse generale" ulteriori 1747 km di percorso.
Nei trent'anni successivi vennero collegati 2035 km di nuove ferrovie.
Il fallimento, nel 1900 della Compagnie Franco-Algérienne e in seguito le difficoltà della Compagnie Bône-Guelma (1905), della Est Algérien (1908) portarono, dal 27 settembre 1912, le loro reti sotto il controllo della Compagnie des Chemins de Fer Algériens de l'Etat (CFAE), che andò ad affiancarsi alla "sopravvissuta" Compagnie Paris-Lyon-Méditerranée.
Tra il 1907 e il 1946 una terza campagna di miglioramenti estese la rete per ulteriori 1614 km.
Dal 1º luglio 1921 le linee esistenti vennero suddivise tra la CFAE e la PLM: questa condizione durò fino al 30 maggio 1938, quando le linee "di interesse generale" di entrambe le compagnie vennero espropriate e raccolte nelle SNCF. La gestione delle linee algerine venne affidata, dal 1º gennaio 1939 all'Office des chemins de fer Algériens.
Alla fine della seconda guerra mondiale la rete dell'Algeria francese comprendeva 5014 km di ferrovia, principalmente a singolo binario e con solo pochi tratti elettrificati; a questi si aggiungevano le ferrovie minerarie a scartamento ridotto e le linee ferroviarie su ruote pneumatiche (CFRA).
Il 30 giugno 1959 l'Ufficio CFA e lo Stato francese stipularono una convenzione, che portò alla costituzione, dal 1º gennaio dell'anno successivo, della Société des Chemins de Fer Français en Algérie, rinominata dal 16 giugno 1963 Société Nationale des Chemins de Fer Algériens (SNCFA) in seguito all'acquisizione dell'indipendenza
Dal 31 marzo 1976 con la scadenza della convenzione col governo francese, la SNCFA venne suddivisa in tre organi: SNTF, per l'utilizzo della rete ferroviaria; SNERIF, per la manutenzione e costruzione delle linee; SIF, per l'ingegnerizzazione e costruzione delle infrastrutture ferroviarie. La suddivisione amministrativa si rivelò inefficiente e le tre società vennero nuovamente riunite nella SNTF.
Con l'avvento del regime presidenziale socialista e delle prime riforme democratiche degli anni ottanta del XX secolo l'economia algerina vide un periodo di ripresa, affiancato dal boom dei trasporti di massa. Le linee ferroviarie, oramai vecchie, non si dimostrarono in grado di reggere l'aumento di traffico.
Tra il 1976 e il 1989 il collegamento col Marocco tramite la linea costiera ovest venne interrotto per via delle tensioni politiche causate dal movimento indipendentista del Fronte Polisario e della costituzione della Repubblica araba sahariana.
La politica moderata e di apertura condotta dal presidente Benjedidi Chadli spinse ad una campagna di investimenti per potenziare le infrastrutture, grazie alla collaborazione di team esperti acquisiti dalle maggiori ferrovie europee (SNCF, FS, DB).
Dal 1987 la SNTF fu suddivisa in diverse società indipendenti, per meglio focalizzare lo sviluppo delle diverse aree tecniche. Nel dettaglio, vennero costituite:
- EIF, per la sviluppo dell'area tecnica delle telecomunicazioni
- EST, per la parte di segnaletica e segnalazione a bordo
- EMF, per la modernizzazione del parco rotabili
- INFRARAIL, per l'ampliamento delle infrastrutture e delle tratte
- Informatique Services, per l'informatizzazione dei servizi e degli impianti
- Restau-Rail, per la fornitura dei servizi di ristorazione a bordo
- Rail-Express, per i servizi di spedizione merci
- PromoImmobilière, per la gestione del patrimonio immobiliare
- SIM, per lo sviluppo del trasporto intermodale

La campagna innovatrice degli anni ottanta venne bruscamente interrotta dalla giunta militare di Muhammad Boudiaf, per poi essere ripresa a metà degli anni novanta quando parte dei progetti vennero rivalutati come iniziativa per combattere la disoccupazione.

## La rete

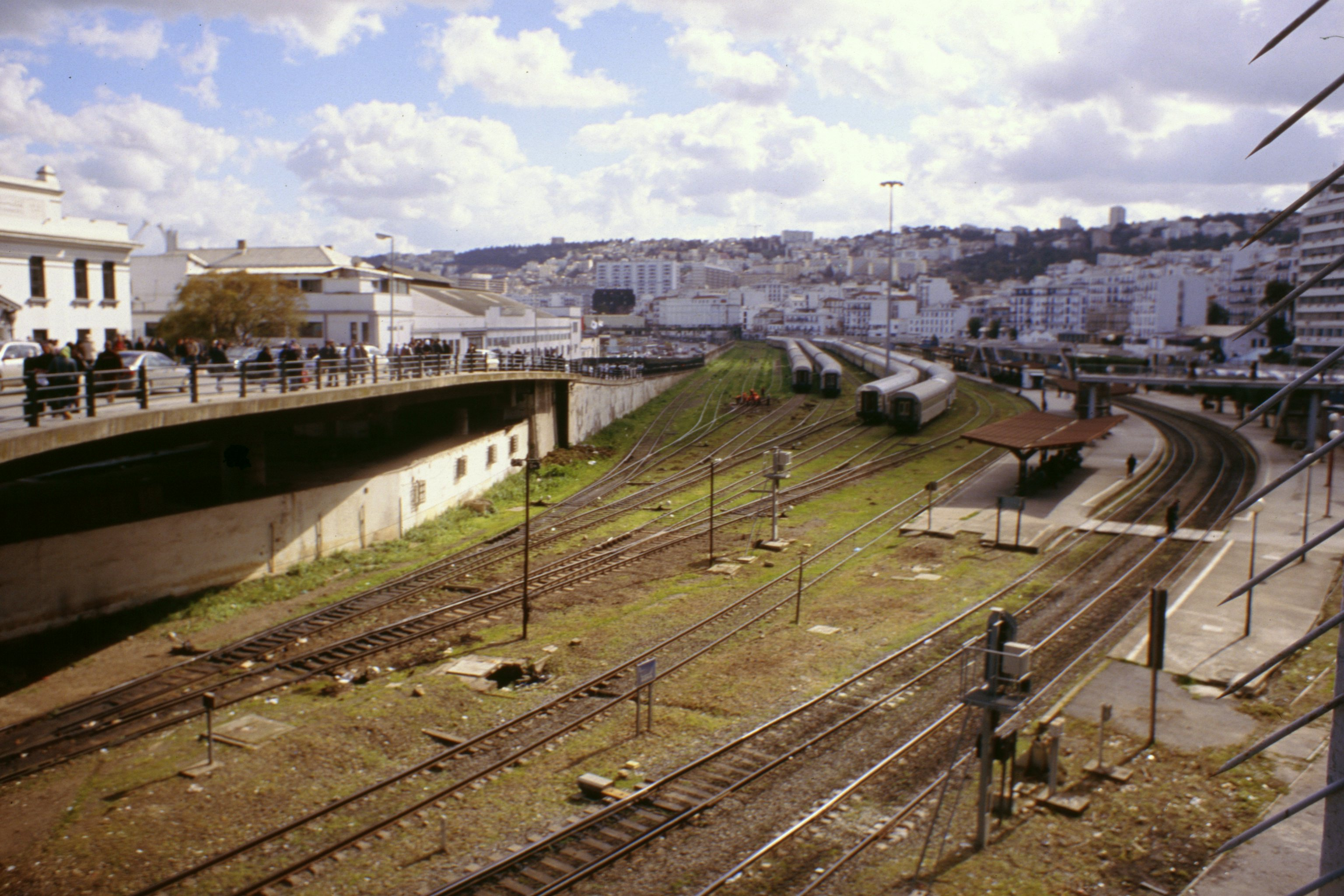
Gare SNTF di Agha ad Algeri

La rete ferroviaria algerina è composta da due linee costiere che si diramano partendo dalla capitale Algeri, a ovest per 550 km verso Oujda e il Marocco, e a est per 370 km verso Od Rahmoun dove si trova il raccordo con una tratta che attraversa il paese in direzione nord-sud.
Una terza direttrice principale nel nord-est del paese costeggia il confine con la Tunisia, dove è presente anche un collegamento con la rete della SNCFT tunisina, cosa che favorisce i collegamenti ai porti di Annaba e Djebel Onk. La linea, lunga circa 300 km, è in parte elettrificata.
Oltre alle linee a scartamento standard, sono presenti anche altre linee a scartamento ridotto, tra Mohammedia e Béchar e tra Bilda e Djeffa.
Gli investimenti nelle infrastrutture lanciati a partire dal 1980 sono stati volti soprattutto all'incremento della capacità delle linee: innanzitutto furono allungati i tratti di sorpasso sulle linee a singolo binario, per permettere di operare treni più lunghi (1200 metri invece di 800); dopodiché si procedette a costruire nuovi tratti per il sorpasso, così da accorciare le distanze minime tra un convoglio e l'altro e aumentare la capacità oraria delle linee.
Nelle tratte maggiormente interessate dal traffico industriale ed agricolo si procedette al raddoppio delle linee: interessate da questi interventi furono soprattutto le tratte tra Algeri e i porti di Skikda e Annaba. Queste ultime tratte, in precedenza caratterizzate da raggi di curva molto stretti (inferiori a 200 metri), armamento leggero e pendenze anche del 20 °/00 (linee quindi difficili da percorrere e dai forti limiti strutturali) vennero raddoppiate e rese più agevoli, grazie ad un investimento di oltre 2,2 miliardi di dinari, in un progetto che ha visto la massiccia partecipazione della francese Cogifer (oggi Vossloh-Cogifer) e dell'italiana Italconsult.
L'installazione di moderna segnaletica, la sostituzione dell'armamento con rotaie da 54 kg/m e traversine in cemento ha permesso di aumentare la velocità massima da 60 a 90 km/h e di portare il carico massimo per asse da 18 a 28 tonnellate, raddoppiando la capacità delle linee e portandola ad oltre 7 milioni di tonnellate l'anno.
Un ulteriore rinforzo della vecchia rete nazionale è stato raggiunto con la riattivazione della ferrovia El Khroub-Guelma, una vecchia tratta dismessa negli anni cinquanta. L'opera di raddoppio delle linee esistenti è continuata fino ai primi anni novanta, finanziata con la contrattazione di un debito col governo austriaco pari a 477 milioni di dollari USA, concesso a fronte della partecipazione ai lavori da parte di alcuni gruppi austriaci.
A questi interventi di potenziamento si è affiancata la costruzione di nuove linee tra Thenia e Sétif e tra Skikda e Annaba, finanziate con 157 milioni di dollari USA.
Con la collaborazione di un consorzio di banche indiane inoltre è stato intrapreso nel 1986 un massiccio intervento di ampliamento della linea tra Thenia e El Esnam, caratterizzata dalla necessità di costruire numerosi tunnel sui monti dell'Atlante.
Tuttavia il principale intervento migliorativo rimane la costruzione della linea tra le miniere di fosfati di Orano e Sidi Bel Abbes, El Hadjar (dove si trova un imponente impianto siderurgico), le miniere di Bou Khedra e Quenza e il porto di Annaba. La linea, detta Haute Plateau, avrebbe dovuto coprire oltre 800 km di percorso nell'interno del paese.
La costruzione venne però interrotta con l'arrivo al potere dei militari.

## L'area di Algeri
Sia le infrastrutture destinate al traffico passeggeri che quelle destinate alle merci sono gravemente sottodimensionate rispetto alla necessità, tra cui spiccano alcuni casi critici e difficilmente risolvibili per via della posizione delle stazioni che non consente ulteriori espansioni: il caso più eclatante è la principale stazione di Algeri, Algiers Maritime.
In seguito all'aumento dell'inurbamento e alla conseguente richiesta di trasporto locale nell'area della capitale, è stata iniziata un'opera di costruzione di un passante ferroviario tra piazza Emir Abdel Kader e Bab el Oued, passando sotto il quartiere della Casbah.
A questo passante dovrebbe affiancarsi la costruzione di una nuova stazione di interscambio presso Dar el Beida, un nuovo quartiere in via di sviluppo nel sud della città: la stazione dovrebbe diventare la prima per dimensioni in Algeri e dovrebbe permettere il passaggio del traffico tra Thenia e Bilda senza passare per il centro cittadino. Inoltre, dovrebbe servire come nodo di scambio tra la ferrovia Orano-Costantina e la rete locale della città.
Una seconda stazione cittadina verrà costruita nel quartiere di Tafourah e in concomitanza dovrebbero cominciare i lavori di costruzione per due nuovi scali merci presso Agha e Rouïba (quest'ultima collegata anche alla nuova stazione di Dar el Beida).

## La flotta
Al 1995 la flotta era composta principalmente da:
- 24 locomotive elettriche
- 154 locomotive Diesel
- 59 locomotive di manovra
- 13 unità binate Diesel
- 674 carrozze
- 10.042 carri di cui 3727 adattabili allo scartamento ridotto
- 33 locomotive Diesel a scartamento ridotto
- 41 carrozze a scartamento ridotto

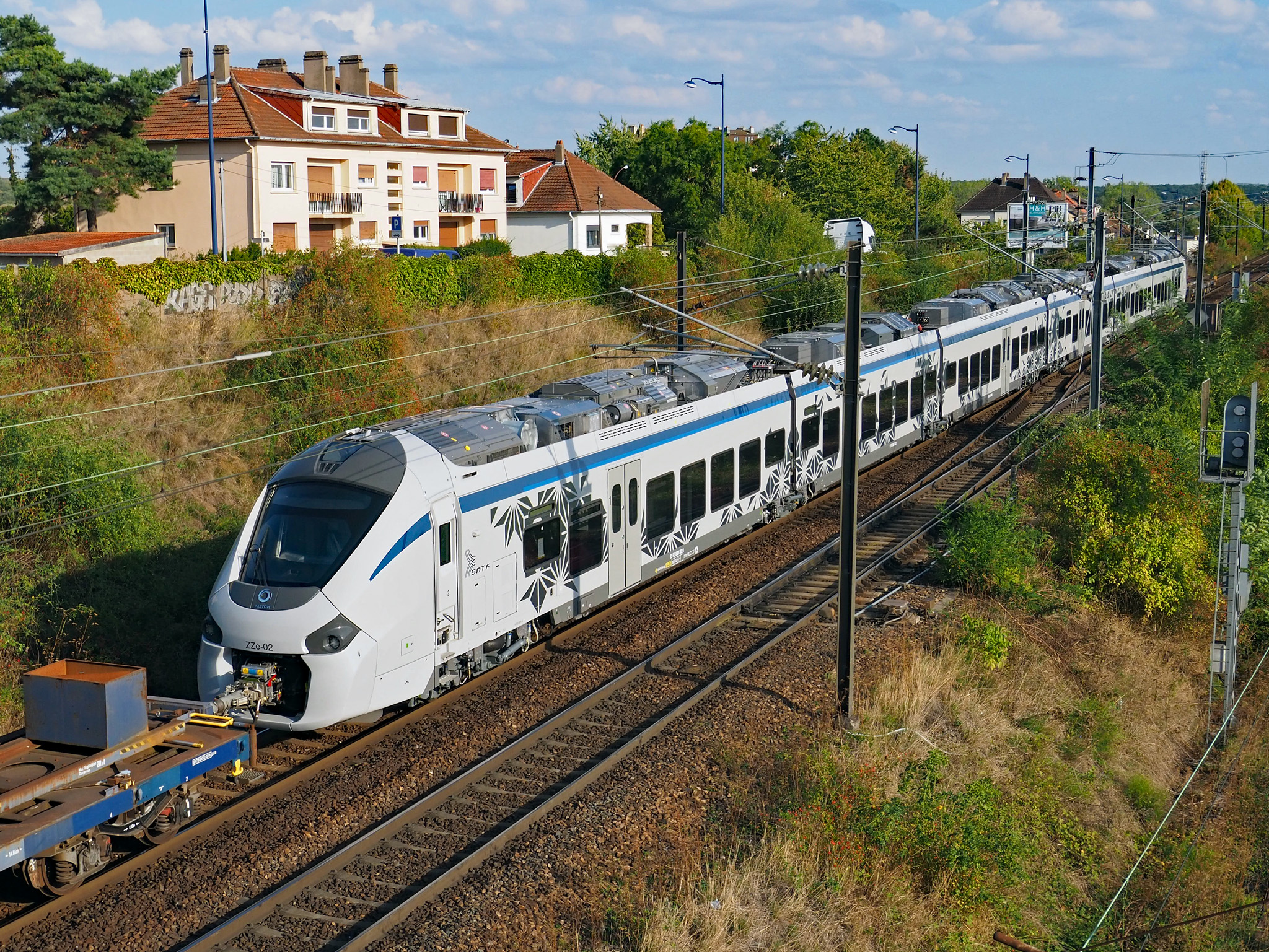
Treno grandi linee Alstom Coradia ZZe-02
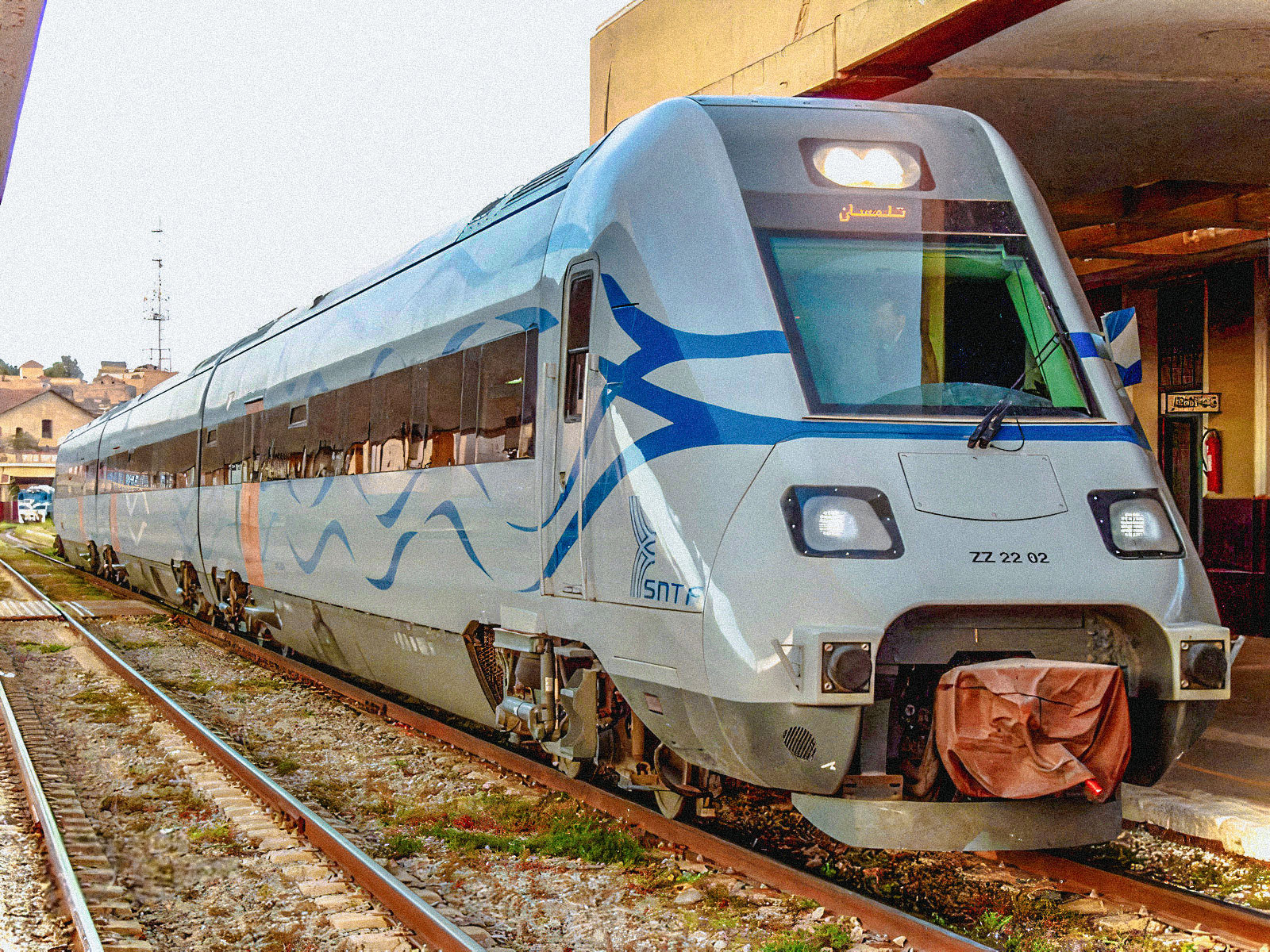
CAF Ferrovia regionale "Inter-villes" Autorail TDMD S/599
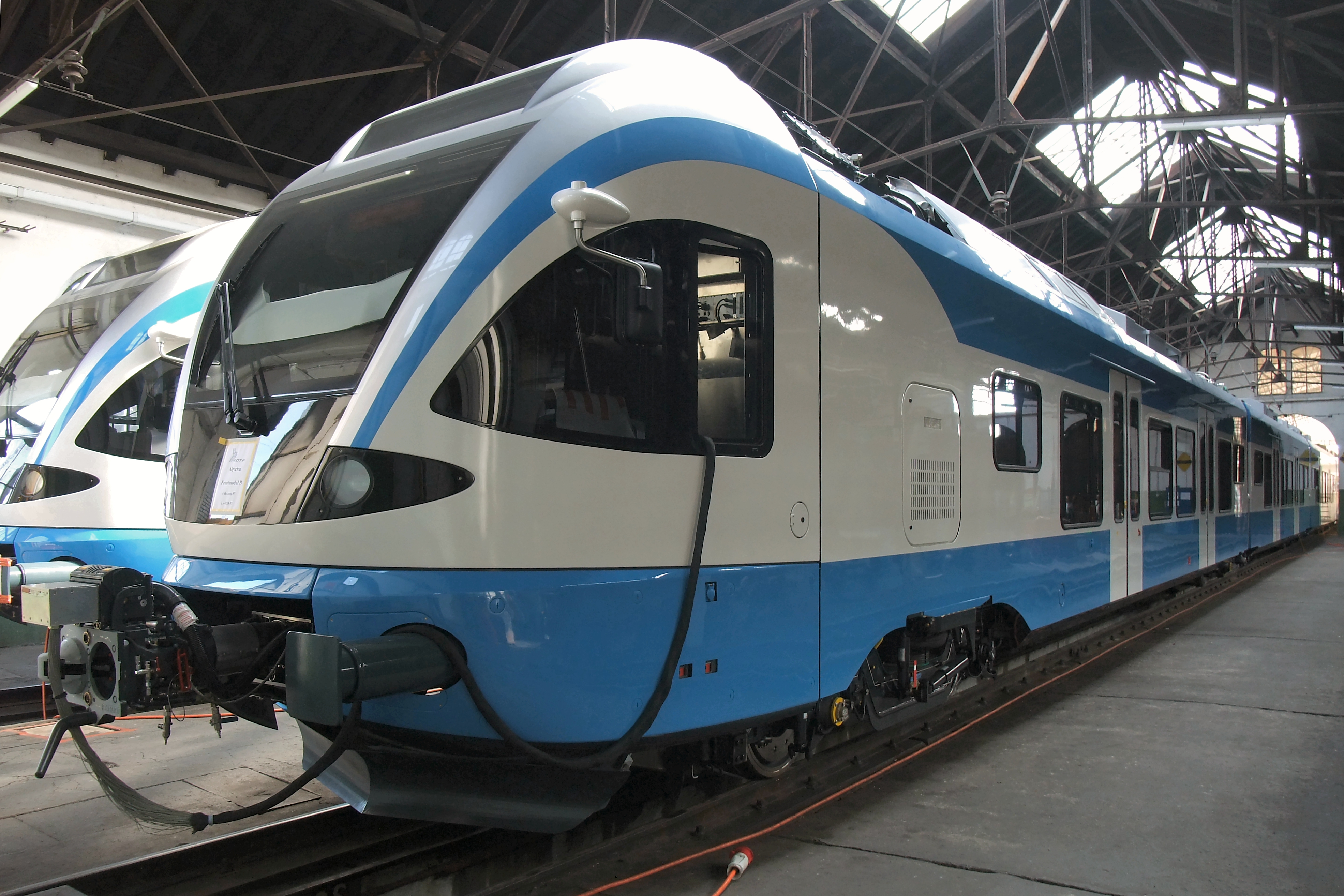
Ferrovia pendolare Stadler Flirt
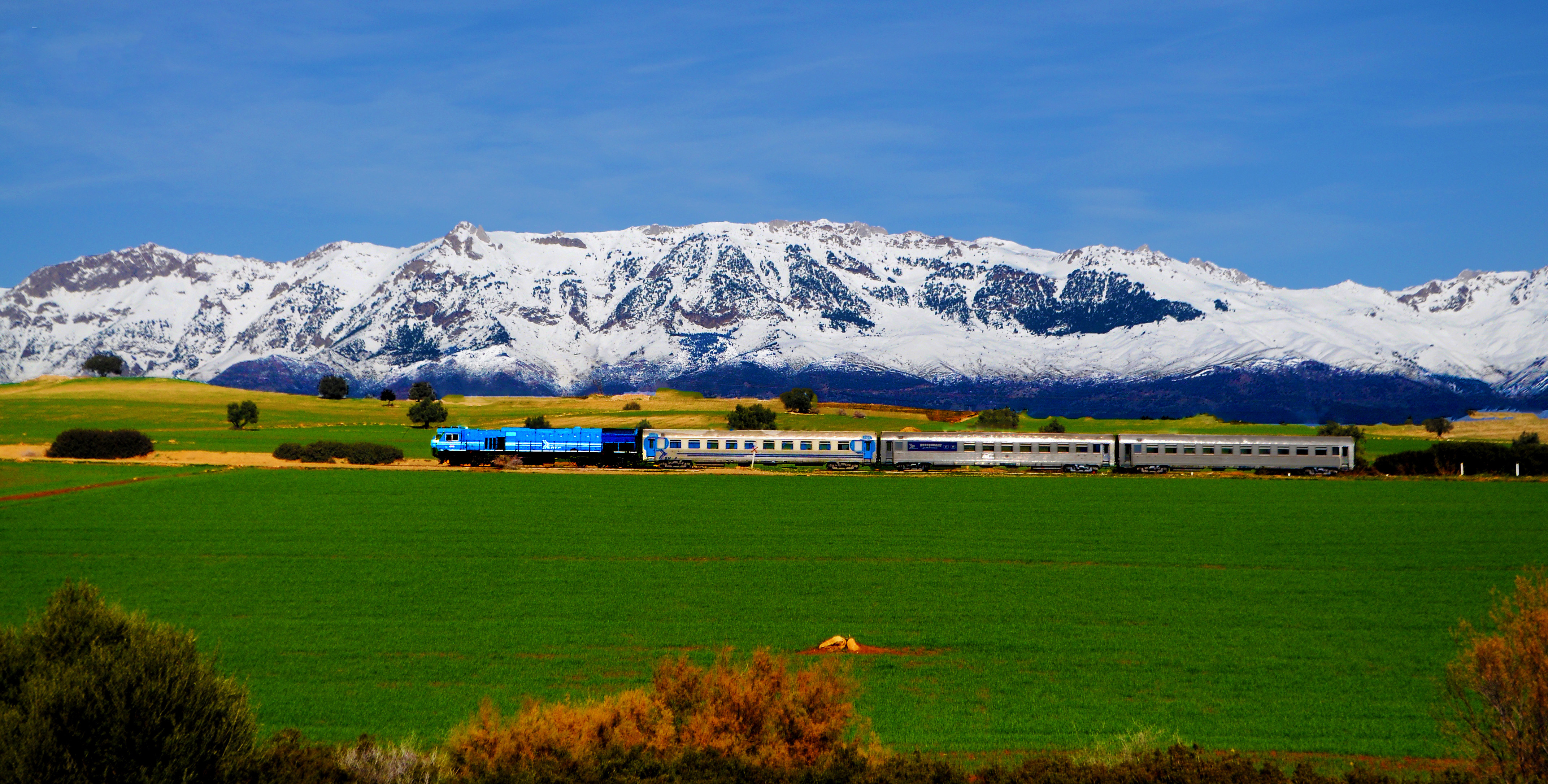
Locomotiva GT36HCW con vagoni passeggeri
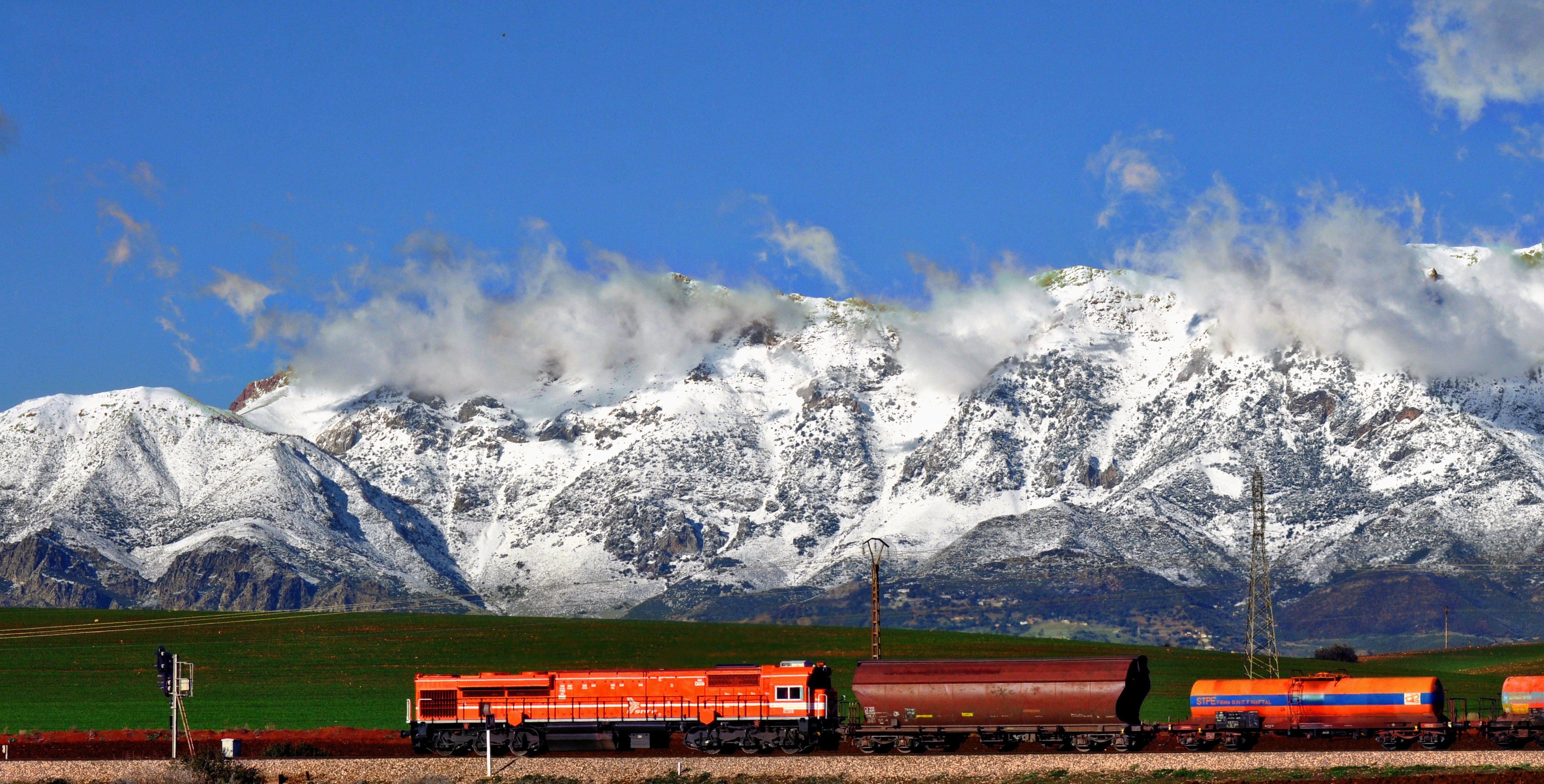
Locomotiva GT36HCW con cargo

a queste vanno aggiunte una serie di nuovi veicoli ordinati tra il 1994 e il 1996, tra cui 30 locomotive per traffico locale, 10 locomotive Co-Co da 2400 kW oltre a 50 unità di vario tipo fornite da General Motors e altre 10 locomotive merci da 2400 kW, sempre con rodiggio Co-Co, destinate al traffico minerario e fornite da Alstom.
Nel 1992 la Breda ha costituito con SNTF una compagnia, la ALFRED, per fornire servizi di manutenzione e revamping del materiale rotabile. SNTF lavora a stretto contatto con la società di costruzione ferroviaria algerina Ferovial, che fornisce veicoli anche alle nazioni limitrofe, all'Iraq e a molte nazioni africane.

### Tipo di veicoli usati
- Locomotive Diesel Classe 060 DD
- Locomotive Diesel Classe 060 DF
- Locomotive Diesel Classe 060 DG
- Locomotive Diesel Classe 060 DH
- Locomotive Diesel Classe 060 DL
- Locomotive Diesel Classe 060 WDK
- Locomotive Diesel Classe 060 DJ
- Locomotive Diesel Classe 060 DM
- Locomotive Diesel Classe 040 DH
- Locomotive Diesel Classe 040 YDA a scartamento ridotto
- Locomotive Diesel Classe 060 YDD a scartamento ridotto
- Automotrici diesel ZZN 200 a due casse
- Locomotive elettrica Classe 6CE a 3kV CC